# 长齿柄鳞鲷
长齿柄鳞鲷（学名：Caulolepis longidens）为光腹鲷科柄鳞鲷属的鱼类。分布于加州外海及东西大西洋以及琉球海沟等，属于深海鱼。